# Силикаты (соли)
Силикаты (от лат. silex — камень) — соли кремниевых кислот: метакремниевой кислоты H2SiO3, например, Na2SiO3, ортокремниевой кислоты H4SiO4 и др.
В природе встречаются в виде минералов, а также являются основой горных пород, из которых состоит земная кора.

## Получение
- При нагревании оксид кремния(IV) SiO2 вытесняет более летучий кислотный оксид из солей:

{\displaystyle {\mathsf {SiO_{2}+Na_{2}CO_{3}\rightarrow Na_{2}SiO_{3}+CO_{2}}}}
- Обработка аморфного кремнезёма концентрированным раствором щёлочи:

{\displaystyle {\mathsf {SiO_{2}+2NaOH\rightarrow Na_{2}SiO_{3}+H_{2}O}}}

## Физические свойства
Природные силикаты довольно тугоплавки (1000—1300 °С, иногда до 2000 °С и выше). Имеют относительно большую твёрдость: 6–8 баллов по шкале Мооса.

## Химические свойства
Реагируют:
- с кислотами, даже с очень слабыми, например, с угольной:

{\displaystyle {\mathsf {Na_{2}SiO_{3}+H_{2}CO_{3}\rightarrow Na_{2}CO_{3}+H_{2}SiO_{3}\downarrow }}}
- с растворимыми солями:

{\displaystyle {\mathsf {Na_{2}SiO_{3}+MgCl_{2}\rightarrow MgSiO_{3}\downarrow +2NaCl}}}Гидролиз:
Подвергаются гидролизу:
{\displaystyle {\mathsf {Na_{2}SiO_{3}+H_{2}O\rightleftarrows NaHSiO_{3}+NaOH}}}

## Применение
Некоторые силикаты применяют для пропитки древесины, чтобы придать ей огнеупорность. Водный раствор силиката натрия используется в качестве силикатного клея. Силикаты используются в качестве поделочных камней.
Массово производимые концентрированные растворы силикатов калия или натрия называют жидким или растворимым стеклом. Состав жидкого стекла как правило нестехиометричен и характеризуется так называемым модулем — отношением массы диоксида кремния к массе оксида щелочного металла в составе продукта. Так, например, модуль жидкого стекла в составе типичного силикатного канцелярского клея обычно колеблется от 2,1 до 2,8 при содержании воды порядка 65 %.

## Примеры солей разных кислот
- Гексафторосиликат кобальта(II)
- Гексафторосиликат магния
- Гексафторосиликат свинца(II)
- Гидродисиликат калия
- Ортосиликат магния-трикальция